# 大智院 (知多市)
大智院（だいちいん）は、愛知県知多市にある真言宗智山派の寺院。

## 概要
山号は金照山（きんしょうざん）。本尊は聖観世音菩薩。
境内の西側に八百比丘尼が植えたとされる樹齢千年余りの大樟（知多市指定保存樹木）がそびえるほか、眼鏡をかけた弘法大師像「身代大師」（めがね弘法）がある。

## 歴史
聖徳太子によって開基された真言宗智山派の寺院で、本尊である聖観世音菩薩と前立の馬頭観世音菩薩も、聖徳太子の御作と伝えられている。当初は山号を「楊柳山」と称していたが、兵火にかかることを免れたことから、元禄5年に現在の山号に改めている。
- 明応7年（1498年） - 大野・宮山城主佐治氏の祈願所となる。
- 元禄5年（1692年） - 山号を楊柳山から金照山に改める。
- 安政7年（1860年） - 「身代大師」を奉安して霊場となる。

## 身代大師
弘法大師が知多巡錫のみぎりに大智院に残した自らの尊像。安政年間に盲目の老人が祈願したところ、験を蒙ったという。老人の目が癒えるのとひきかえに身代大師の左目が傷ついたが、それ以来老人が残していった眼鏡が像にかけられ、「めがね弘法」と呼ばれるようになった。

## 文化財

### 知多市指定文化財
- 木造地蔵菩薩立像 - 平安時代
- 釈迦十六善神像 - 室町時代

## ギャラリー

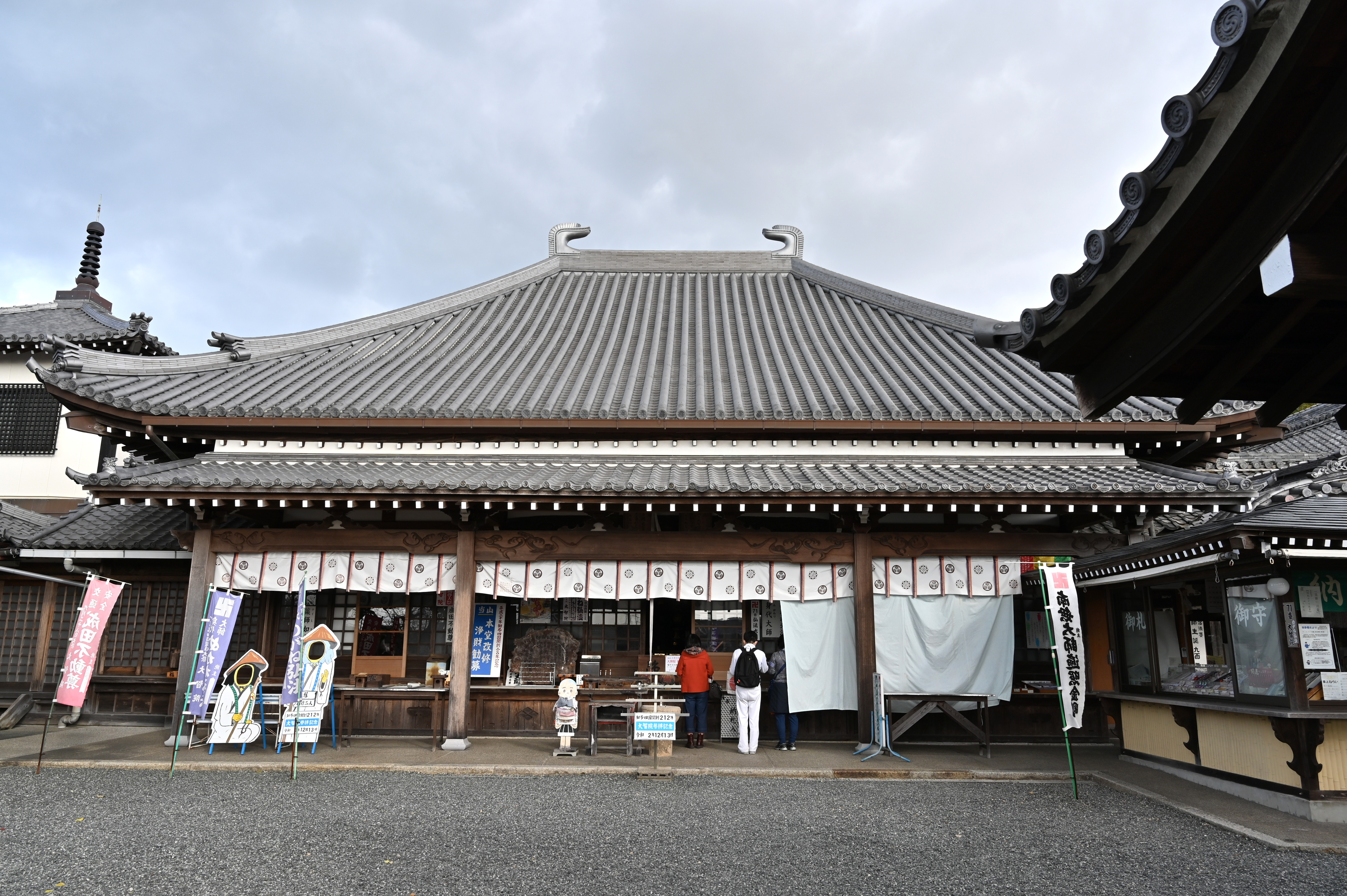
本堂
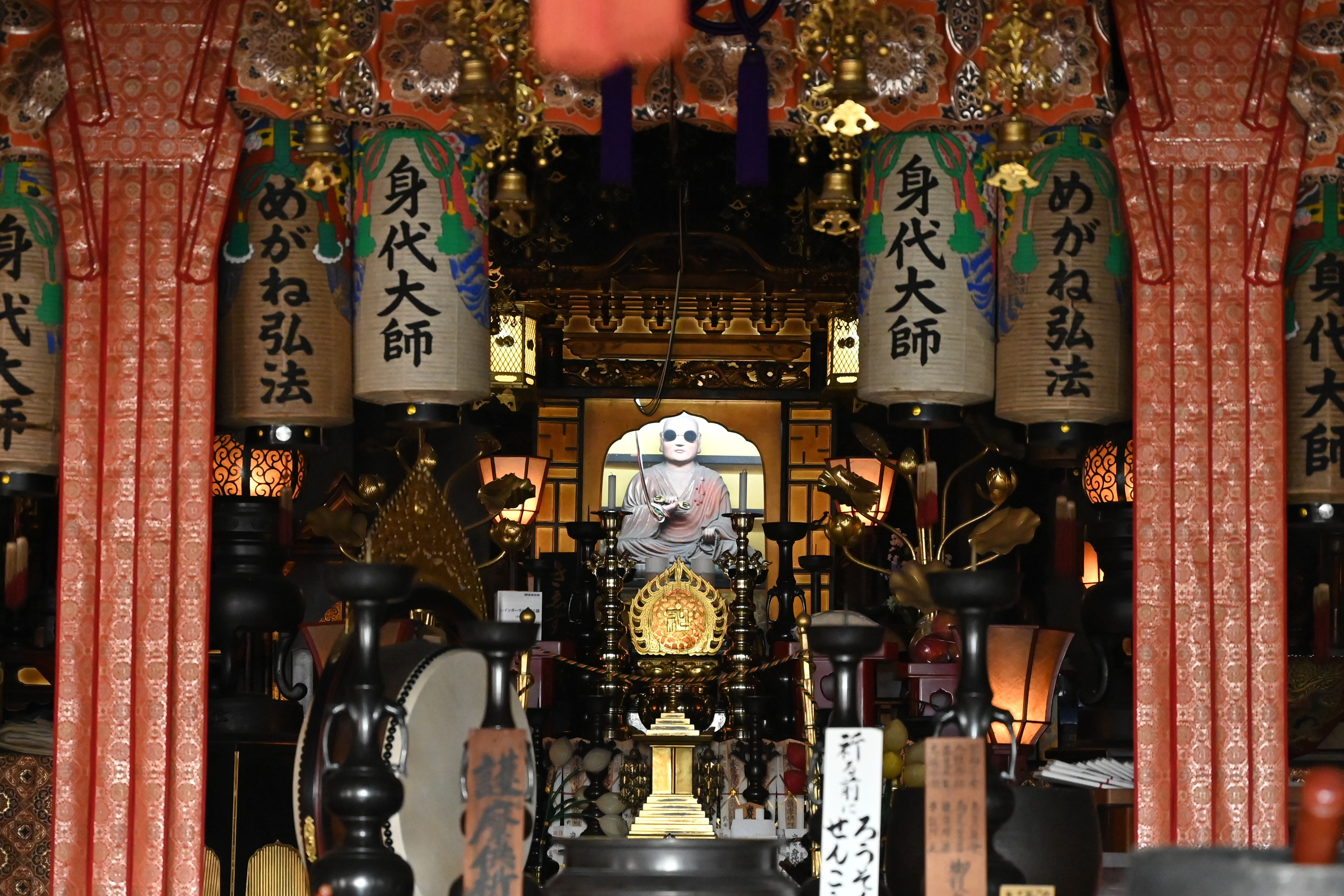
めがね弘法
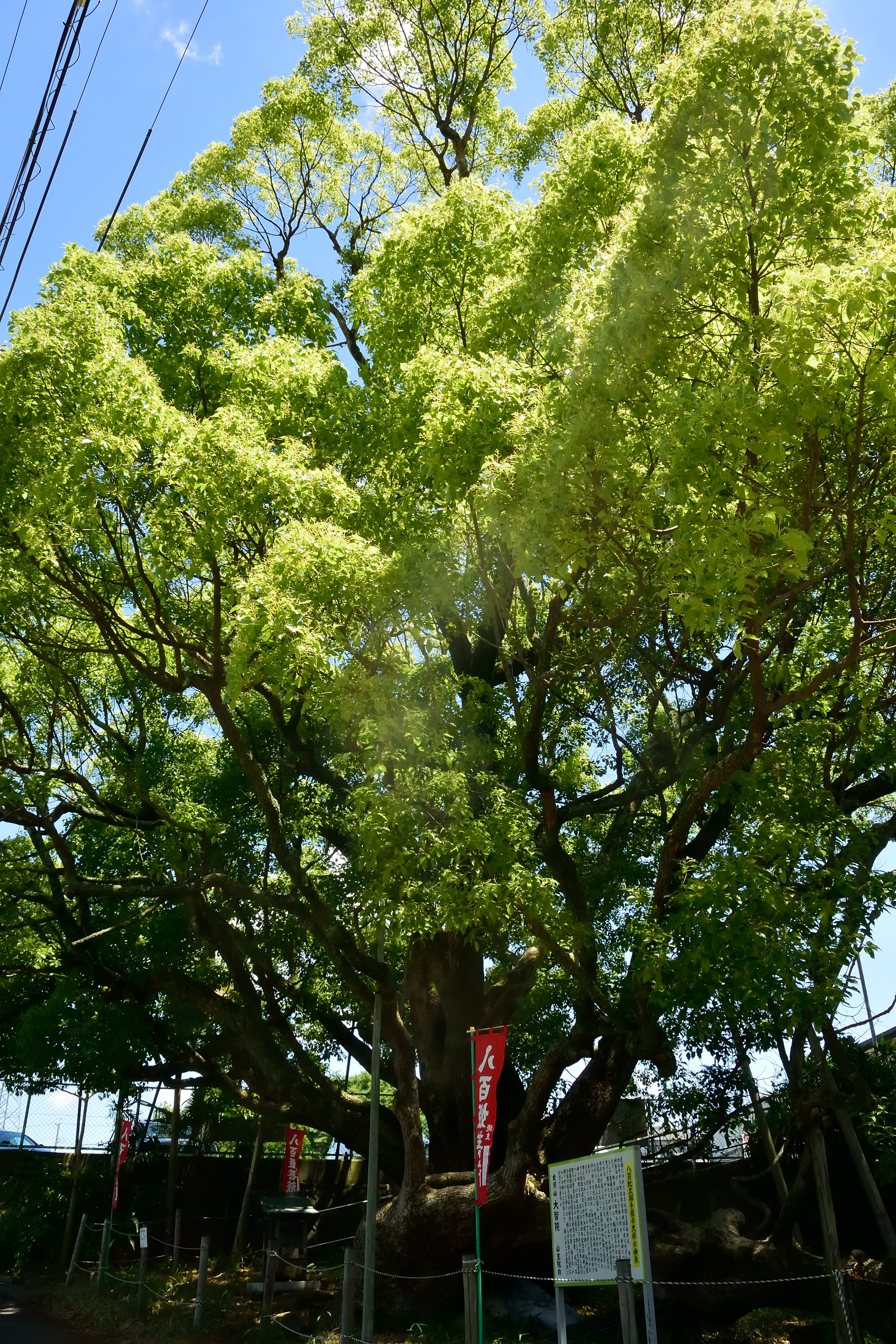
大樟

## 交通機関
- 名鉄常滑線「大野町駅」下車、北東へ徒歩で約20分。
- 名鉄常滑線「新舞子駅」からあいあいバス：南部コースに乗車、「南粕谷本町」バス停を下車、北へ徒歩で約3分。